# Sonnstein (berg)
Sonnstein är ett berg i Österrike.   Det ligger i distriktet Scheibbs och förbundslandet Niederösterreich. Toppen på Sonnstein är 1 391 meter över havet.